# Ndubuisi Egbo
Ndubuisi Emmanuel Egbo (ur. 15 lipca 1973) – nigeryjski piłkarz występujący na pozycji bramkarza.

## Kariera klubowa
Ndubuisi Egbo jest wychowankiem klubu NITEL Lagos. Następnie występował w drużynach: NEPA Lagos FC, Julius Berger, El-Masry, SK Tirana, ponownie El-Masry, Durban Stars, a pod koniec kariery w albańskim Bylis Ballsh.

## Kariera reprezentacyjna
W reprezentacji Nigerii Egbo zadebiutował w 1997 roku. W sumie w kadrze grał przez 5 lat. Zdążył pojawić się na boiskach międzynarodowych 5-krotnie. Został także powołany na Puchar Narodów Afryki 2002.